# Beñat Sarasola
Beñat Sarasola Santamaría (San Sebastián, Guipúzcoa, 14 de mayo de 1984) es un escritor y crítico literario español. Ha publicado dos libros de poesía, el primero Kaxa huts bat, en 2007; una novela en euskera, Deklaratzekorik ez, en 2019 y ha traducido al mismo idioma el libro Nemesis de Philip Roth.
Actualmente es crítico literario del periódico Berria. Desde el 4 de febrero de 2008 hasta el 6 de abril de 2009 escribió el blog Hitz egiteko modu bat. Entre septiembre de 2016 y octubre de 2017 dirigió y presentó el programa de literatura Sautrela en ETB1. 
Es licenciado en Filosofía, y Teoría de la Literatura y Literatura Comparada por la Universidad de Barcelona. 

## Obras

### Novela
- Deklaratzekorik ez (2019, Susa)

### Poesía
- Kaxa huts bat (2007, Susa)
- Alea (2009, Susa)

### Traducciones
- Nemesis de Philip Roth (2011, Meettok)